# Nursery Suite

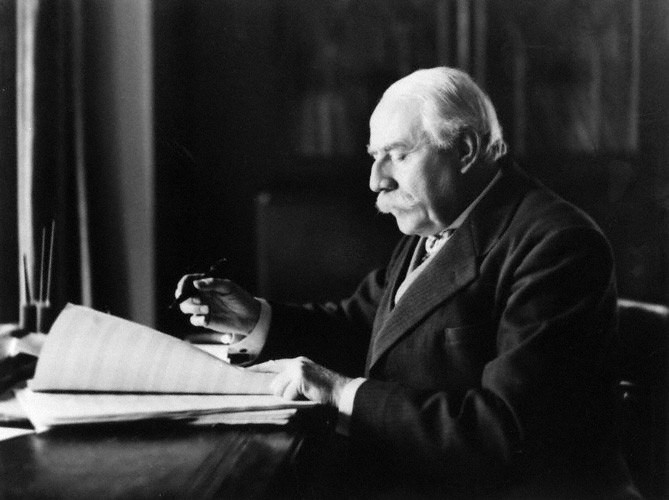
Elgar en 1931

La Nursery Suite est une des dernières compositions d'Edward Elgar. Comme la suite The Wand of Youth, cette suite utilise des scènes de l'enfance d'Elgar.
La suite est en cinq mouvements avec une coda. Elle dure environ 25 minutes.
1. Aubade (Awake)
2. The Serious Doll
3. Busy-ness
4. The Sad Doll
5. The Waggon (Passes)
6. The Merry Doll
7. Dreaming – Envoy (Coda)

Elgar mentionne en septembre 1930 à William Laundon Streeton à HMV (Gramophone Company) qu'il a retrouvé dernièrement une boîte d'esquisses musicales de son enfance. Streeton suggère que, en tant que Master of the King's Musick, il pourrait en faire une œuvre pour marquer la naissance récente de la Princesse Margaret Rose (alors quatrième dans l'ordre de succession). La suite est dédiée à la Princesse Margaret, à sa sœur aînée la Princesse Élisabeth (future Reine Élisabeth II) et à leur mère la Duchesse d'York).
La plupart des mouvements sont légers, dans le style de The Wand of Youth, d'un caractère principalement ensoleillé. Certains critiques font une exception de The Waggon (Passes) : l'autorité sur Elgar, Michael Kennedy, suggère qu'alors que le wagon gronde vers nous la musique devient plus sinistre à la manière du Scherzo de la Seconde Symphonie, quand, selon les mots d'Elgar, « les roues tournent dessus de ma tête ».
La Nursery Suite est une des premières pièces orchestrales à avoir été créée dans un studio d'enregistrement (Kingsway Hall (en), Londres) plutôt que dans une salle de concert. Lors de la première le 23 mai 1931, seuls les deux derniers mouvements ne sont pas enregistrés sous la baguette du compositeur. Les deux derniers mouvements sont ajoutés à la suite le 4 juin 1931 devant une audience invitée comprenant la Princesse Élisabeth, quatre ans, et ses parents.
Le chorégraphe Frederick Ashton utilise la The Nursery Suite pour un ballet en 1986 pour le gala pour le soixantième anniversaire de la Reine au Royal Opera House.